# Dimetilsulfóxido
El dimetilsulfóxido (DMSO) es un líquido orgánico incoloro de fórmula química CH3SOCH3 que contiene sulfóxido, usado como disolvente orgánico industrial a partir de 1940, como criopreservante a partir de 1961 el DMSO sirve también como acarreador de drogas o venenos.
Descubierto por el químico ruso Alexander Mikhaylovich Zaytsev en 1866, el dimetilsulfóxido se obtiene como subproducto durante el procesamiento de la madera en la fabricación de pulpa de celulosa, la materia prima para la producción de papel, CMC, nanocelulosa, entre otros.
Es un disolvente aprótico y altamente polar. Por ello, es miscible tanto con el agua como con disolventes orgánicos como alcoholes, cetonas etc. Puede formar complejos en sistemas biológicos.
En ingeniería se utiliza para ensayar la durabilidad de materiales pétreos para balasto u otras aplicaciones que requieren el uso de piedra partida.